# Дуглас, Стэн
Стэн Дуглас (англ. Stan Douglas; 11 октября 1960, Ванкувер) — современный канадский художник, фотограф, работающий также в таких областях искусства, как инсталляция и видео.

## Жизнь и творчество
Получил высшее образование в ванкуверском Университете Эмили Карр искусств и дизайна (англ. Emily Carr University of Art and Design). Как художник известен на международной арене с 1990-х годов. Работы Дугласа презентировались на выставках современного искусства Documenta IX в 1992 году, Documenta Х в 1997, Documenta ХI в 2002 в немецком Касселе; участник биеннале в Венеции в 1990, 2001 и 2005 годах. Работы Стэна Дугласа в областях фильмографии, фотографии и видеоинсталляции, а также его работы на телевидении часто связаны с литературной классикой и философией, с такими авторами, как Сэмюэл Беккет, Эрнст Теодор А.Гофман, Марсель Пруст, Братья Гримм, Карл Маркс и др. В предисловии к одной из монографий Дугласа немецкий литературный критик Фридрих Х.Флик характеризует его творчество как «критический анализ нашей общественной действительности» (нем. eine kritische Analyse unserer gesellschaftlichen Wirklichkeit).
В период с 2000 и по 2006 год Стэн Дуглас — профессор в области массовой информации в Берлинском Университете искусств. Так как университетское руководство ограничивало его возможности по проведению своих лекций, художник в знак протеста покидает университет.
Наиболее известны работы Дугласа в таких областях, как кино- и видеотворчество. Здесь мастер идёт на создание и проведение новаторских экспериментов, визуально меняющих для зрителя течение времени и привычные пространственные измерения. Конструирование необычных аспектов зрения на привычные нам вещи свойственны не только фильмам художника, но и его фотоработам.

## Избранные выставки

### Групповые
- 2005: биеннале, Венеция
- 2002: Documenta 11, Кассель
- 2001: биеннале, Венеция
- 1997: Documenta X, Kaссель
- 1997: «Скульптура, проекты», Мюнстер
- 1995: Carnegie International
- 1995: Whitney Biennial
- 1992: Documenta IX, Kaссель
- 1990: биеннале, Венеция

### Персональные
- 2014: Stan Douglas: Mise en scène., Мюнхен
- 2007/2008: Stan Douglas. Past Imperfect. Werke 1986—2007., Государственная галерея, Штутгарт

## Награды (избранное)
- 2016: Премия «Хассельблад»
- 2013: Премия Скотиа-банка в области фотографии (Scotiabank Photography Award)
- 2008: Премия Белла в видео-искусстве (Bell Award in Video Art) правительства Канады
- 2001: Премия Арнольда Боде города Кассель (Arnold-Bode-Preis) .
- 1996: Номинация на премию Хьюго Босса (Hugo Boss Prize), Нью-Йорк.

### Монографии
- Dora Imhof: Wie erzählt «Der Sandmann»? Multiple Erzählung in den Film- und Videoinstallationen von Stan Douglas. Schreiber Verlag, München 2007, ISBN 9783889600851, Dissertation (на немецком языке).
- Philip Monk: Stan Douglas. DuMont-Verlag, Köln 2006, ISBN 9783832177294 (на немецком языке).
- Scott Watson, Diana Thater, Carol J. Clover: Stan Douglas. Phaidon Press, London 1998, ISBN 0714837962 (на английском языке).

### Каталоги выставок
- Hans D. Christ, Iris Dressler (изд.): Stan Douglas. Past Imperfect. Werke 1986—2007. Hatje Cantz Verlag, Ostfildern 2007, ISBN 978-3775720205.
- Léon Krempel (изд.): Stan Douglas: Mise en scène. Prestel Verlag, München 2014, ISBN 978-3791353470.

### Статьи
- Jason Farago: Stan Douglas' Circa 1948: 'It’s not a game, it’s a story'. One of Canada’s great artists is back with a project that explores Vancouver’s historical hotels, gambling dens and beer halls. в: The Guardian, 22. April 2014[6]
- Catrin Lorch: Bar von gestern. Der Künstler Stan Douglas erweist sich mit einer Ausstellung in München als einer der großen Re-Animateure unserer Zeit. In: Süddeutsche Zeitung, Nr. 141, 23. Juni 2014, S. 9, ISSN 0174-4917.